# Перевозников, Василий Иванович
Василий Иванович Перевозников (1909—1978) — советский военнослужащий, старший сержант. Полный кавалер ордена Славы.

## Биография

### До Великой Отечественной войны
Родился 25 марта 1909 года в деревне Наумовская Роспашь Ляховской волости Сольвычегодского уезда Вологодской губернии Российской империи (ныне деревня Алексеевская муниципального образования «Черевковское» Красноборского района Архангельской области) в крестьянской семье. Русский. Окончил 3 класса начальной школы. Сначала крестьянствовал, затем работал лесорубом в леспромхозе Черевковского района.
В 1939—1940 годах проходил срочную службу в Красной Армии. Освоил воинскую специальность сапёра. Принимал участие в советско-финской войне. После демобилизации вернулся на родину. Вновь на военную службу был мобилизован Черевковским районным военкоматом Архангельской области на второй день войны, 23 июня 1941 года, и сразу направлен в действующую армию.

### На фронтах Великой Отечественной войны
Участвовал в обороне Пскова, затем отходил с боями к Ленинграду. Участник обороны Ленинграда с первого дня. В декабре 1941 года был тяжело ранен. Продолжительное время лечился в госпитале. После возвращения в строй был направлен сапёром в 215-й отдельный сапёрный батальон 168-й стрелковой дивизии, которая вела бои на Ораниенбаумском плацдарме. Принимал участие в укреплении оборонительных рубежей, минной войне, неоднократно в составе групп разграждения проделывал проходы в инженерных заграждениях противника, работая с разведгруппами, проводил их через минные поля. Во время одной из вылазок на позиции немцев в районе Ропши в ночь на 31 октября 1943 года, ворвался в немецкий блиндаж, где захватил ценные документы врага. В тот же день, вскоре после полудня, вновь провёл группу разведчиков вглубь обороны неприятеля. На обратном пути группа взорвала вражеский ДЗОТ, в котором находилось два ручных пулемёта и несколько вражеских солдат.
Собранная разведчиками в течение осени 1943 года информация способствовала успешному наступлению дивизии в рамках Красносельско-Ропшинской операции.

### Орден Славы III степени
Накануне операции «Январский гром» 215-й отдельный сапёрный батальон под командованием капитана К. П. Далматова проделал большую работу по подготовке плацдарма для предстоявшего наступления дивизии. В период с 10 по 13 января в районе деревни Порожки были проделаны 6 проходов в минных полях для танков и пехоты. Для обеспечения прохода для стрелковых подразделений к немецким траншеям через три ряда колючей проволоки непосредственно перед началом наступления были созданы специальные группы разграждения, одну из которых возглавил В. И. Перевозников. В день начала наступления 14 января 1944 года сапёры проделали 5 сквозных проходов в проволочных заграждениях, причём два из них сделал лично командир группы. Выполнив боевую задачу, группа вернулась без потерь.
В ходе наступления в районе деревни Кипень сапёры настигли вражеский обоз с продовольствием и боеприпасами. Несмотря на численное превосходство противника, они атаковали его и полностью уничтожили конвой, захватив около 20 подвод с лошадьми. За образцовое выполнение боевых заданий командования приказом от 18 января 1944 года В. И. Перевозников был награждён орденом Славы 3-й степени.
27 января дивизионные сапёры первыми ворвались на станцию Елизаветино и пристанционный посёлок Николаевку, только что оставленные немецкими войсками, и быстро разминировали платформу, железнодорожные пути и шоссе, обезвредив 24 фугаса и две авиабомбы. За период с 6 по 16 февраля силами сапёрного батальона был построен 69-метровый мост через реку Плюссу, 2 моста через реку Люту и ещё 4 переправы через более мелкие реки.

### Орден Славы II степени
168-я стрелковая дивизия в составе 110-го стрелкового корпуса была переброшена на Карельский перешеек, где вошла в состав 21-й армии. Перед началом Выборгской операции В. И. Перевозников получил звание ефрейтора и был назначен командиром сапёрного отделения. 
30 июня на подступах к Ихантале под ураганным огнём финских пулемётчиков сапёры В. И. Перевозникова быстро проделали три прохода для бронетехники (при этом он лично снял 56 противотанковых мин). Своими действиями отделение Перевозникова обеспечило своевременное выполнение боевой наступательной задачи 124-го танкового полка.
Приказом от 27 июня 1944 года награждён орденом Славы 2-й степени.

### Орден Славы I степени
В августе 1944 года 168-я стрелковая дивизия была переброшена на 2-й Прибалтийский фронт, где вошла в состав 42-й армии, участвовала в прорыве долговременных оборонительных линий немцев «Цесис» и «Сигулда», освобождала Ригу. 19 марта отделение сержанта В. И. Перевозникова проделало несколько проходов в минных полях и проволочных заграждениях противника, обезвредив при этом более 200 противопехотных и противотанковых мин неприятеля. В ходе наступления лично вывел из строя пулемётный расчёт и взял в плен шесть солдат неприятеля.
Через год после окончания войны за доблесть и мужество, проявленные в боях на Курляндском полуострове, указом Президиума Верховного Совета СССР от 15 мая 1946 года В. И. Перевозников был награждён орденом Славы 1-й степени.

### После войны
Оставался на военной службе до ноября 1945 года, демобилизовавшись в звании старшего сержанта.
В ноябре 1945 года женился, в браке родилось двое детей — дочь Татьяна и сын Геннадий. Остался жить на родине жены, в Егорьевске. Работал плотником-столяром в строительном управлении № 1. После выхода на пенсию продолжал некоторое время трудиться, передавая свой опыт и мастерство молодым рабочим.
Последние годы тяжело болел и 15 апреля 1978 года скончался. Похоронен в Егорьевске.

## Награды
- Орден Славы 1-й степени (15.05.1946)[1];
- Орден Славы 2-й степени (27.07.1944)[8];
- Орден Славы 3-й степени (18.01.1944)[9].
- Медали, в том числе:

медаль «За отвагу» (05.11.1943);
медаль «За оборону Ленинграда» (1942);
медаль «За победу над Германией в Великой Отечественной войне 1941-1945 гг.»;
юбилейная медаль «Двадцать лет Победы в Великой Отечественной войне 1941—1945 гг.».

## Память
- Мемориальная доска в честь В. И. Перевозникова установлена на мемориале воинам-красноборцам на набережной Северной Двины в селе Красноборске Архангельской области[16].

## Воспоминания о В. И. Перевозникове
Отец мой был из северных мест, не очень разговорчивым, тихим, но когда брал гармонь и играл «прибаски» с особым архангельским говорком, очень преображался — весь светился и оживлялся. И возле него все улыбались и говорили: «Василий Иванович, сыграй ещё!».

Особенно разговорчивым и взволнованным отец становился с наступлением майских праздников. В День Победы, утром, он надевал гимнастерку, чистил ордена и старался приколоть их с левой стороны, выше кармана — так, чтобы один орден немного дотрагивался до другого. Какое счастье было идти рядом с отцом по улице!— Татьяна Енюшкина о своём отце, В. И. Перевозникове.

## Документы
- Общедоступный электронный банк документов «Подвиг Народа в Великой Отечественной войне 1941—1945 гг.» Дата обращения: 5 ноября 2014. Архивировано из оригинала 13 марта 2012 года.

Орден Славы 2-й степени.
Орден Славы 3-й степени.
Медаль «За отвагу».